# 무점포 판매

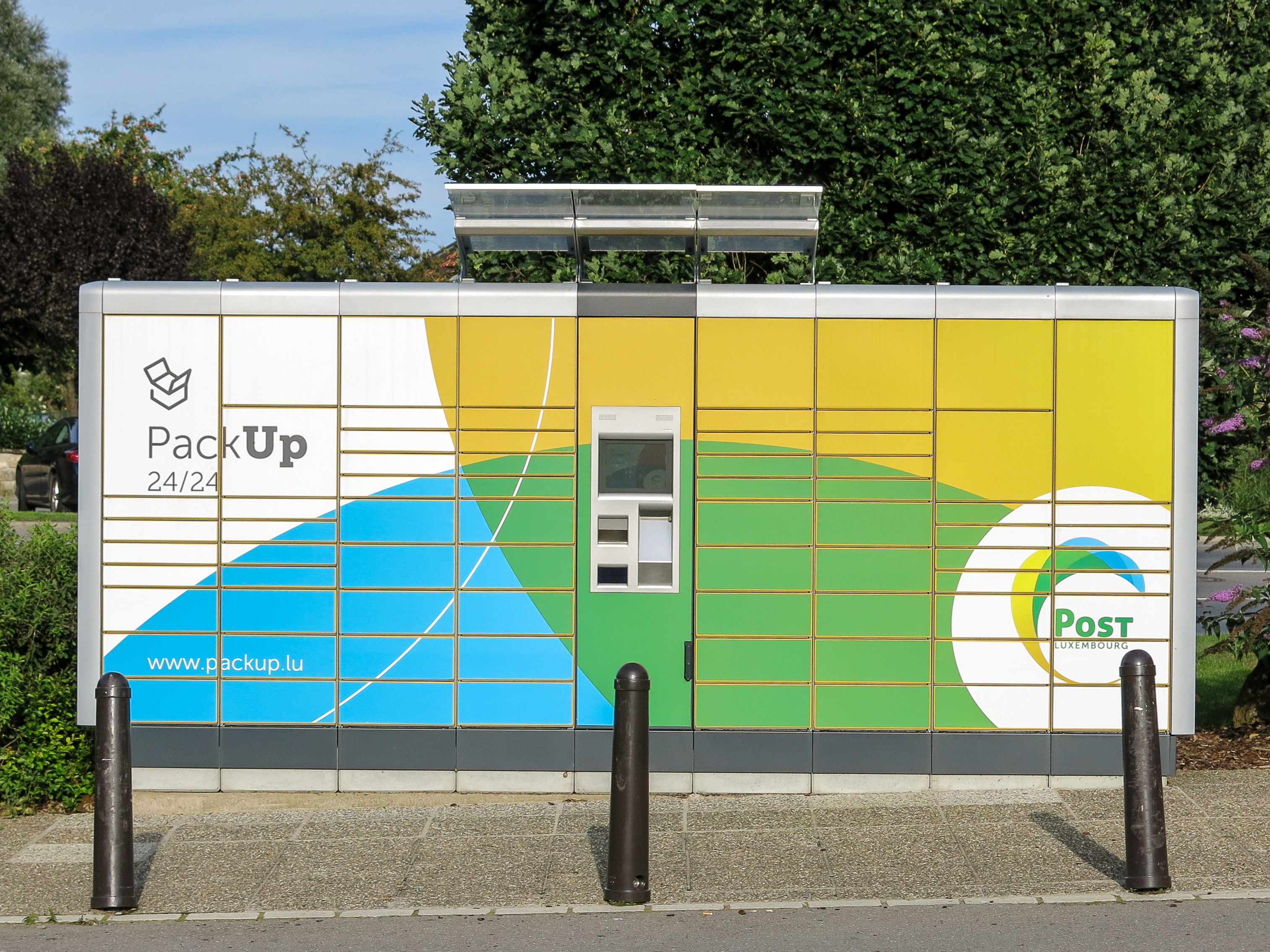

무점포 판매(無店鋪販賣)는 점포를 개설하지 않고 제품 유통을 하는 것을 말한다.

## 개요
점포를 개설하지 않고도 상품을 소비자에게 팔 수 있는 여러 가지 판매방식이다. 종류는 방문판매·PC통신·케이블TV의 홈쇼핑·신문광고나 카탈로그를 이용한 통신판매 등 다양하다. 인건비나 임대료의 부담이 없는 이 판매방식은 이후 인터넷을 이용하여 전 세계 각국의 소비자와 생산자가 물건을 사고 팔 수 있는 전자상거래로 발전되고 있다.

## 형태
무점포 판매의 방법으로는 다음과 같은 형태가 있다.
- 통신 판매 - 각종 매체 또는 미디어(media)를 통해 상품을 판매한다.
- 방문 판매 - 가정집에 방문하여 상품을 판매한다.
- 이동 판매 - 주택가 · 역 등에서 식품 등을 판매한다.
- 텔레마케팅 - 개인, 가정집, 회사에 전화를 걸어서 상품을 판매한다.
- 다단계 마케팅 - 개인을 권유하고 제품을 판매하는 형태의 하나.
- 차내 판매 - 열차의 객실 내에서 차내 판매원이 수레를 끌고 상품을 판매한다. 주요 제품은 음식 또는 그 열차에 연관된 기념품이다.
- 기내 판매 - 여객기 내에서 물품을 판매한다. 차내 판매와 형태는 비슷하지만 판매하는 것은 승무원이다.

## 같이 보기
- 홈쇼핑